# Cục Truyền thông Công an nhân dân (Việt Nam)
Cục Truyền thông Công an nhân dân trực thuộc Bộ Công an có chức năng tham mưu Bộ trưởng Bộ Công an thống nhất quản lý và chỉ đạo công tác truyền thông, truyền hình và báo chí trong Công an nhân dân.

## Lịch sử hình thành
Theo Nghị định số 01/NĐ-CP ngày 6 tháng 8 năm 2018 quy định về chức năng, nhiệm vụ, quyền hạn và cơ cấu tổ chức bộ máy của Bộ Công an. Sau khi giải thể các Tổng cục, Cục Truyền thông Công an nhân dân được thành lập trên cơ sở sáp nhập:
- Báo Công an nhân dân
- Nhà xuất bản Công an nhân dân
- Trung tâm Phát thanh, Truyền hình, Điện ảnh Công an nhân dân
thuộc Tổng cục Chính trị Công an nhân dân trở về trực thuộc Bộ Công an.

## Lãnh đạo hiện nay

### Cục trưởng
- Thiếu tướng Đỗ Triệu Phong - Bí thư Đảng ủy Cục [5]

### Phó Cục trưởng[6][7]
- Đại tá (trống) - P. Bí thư Đảng uỷ Cục
- Thiếu tướng Phạm Quang Khải , kiêm Tổng Biên tập báo Công an nhân dân
- Đại tá Nguyễn Anh Tuấn, kiêm Giám đốc Truyền hình Công an nhân dân[5]
- Thiếu tướng Trần Thanh Phong [5]
- Đại tá Bùi Anh Tuấn [5]
- Đại tá Trần Cao Kiều, kiêm Giám đốc - Tổng Biên tập Nhà xuất bản Công an nhân dân

## Tổ chức[8]
- Phòng Tổng hợp
- Phòng Chính trị
- Phòng Hậu cần
- Phòng Quản lý Báo chí, xuất bản

- Cơ quan đại diện tại phía Nam
- Phát thanh Công an nhân dân[5]
- Điện ảnh Công an nhân dân[5]

- Báo Công an nhân dân
- Nhà xuất bản Công an nhân dân
- Truyền hình Công an nhân dân[5]

## Cục trưởng qua các thời kỳ
- Trung tướng Mai Văn Hà, 8/2018 - 6/2022, nguyên Phó Tổng cục trưởng, Tổng cục Chính trị, Bộ Công an
- Thiếu tướng Đỗ Triệu Phong, 7/2022 - nay, nguyên Cục trưởng Cục Quản lý Xuất nhập cảnh

## Phó Cục trưởng qua các thời kỳ
- Thiếu tướng Mã Duy Quân
- Đại tá Hoàng Xuân Quang
- Đại tá Nguyễn Quang Vinh[9]
- Đại tá Đặng Lan Dung[9]
- Đại tá Nguyễn Thuý Quỳnh, hiện là Phó Chủ nhiệm UBKT Đảng ủy CATW.